# Berger jouant de la flûte (Maniglier)
Un berger jouant de la flûte est une sculpture réalisée par Henri-Charles Maniglier en 1862 et située dans le jardin public de Bordeaux.